# Un povero milionario
Un povero milionario (There Goes the Groom) è un film del 1937 diretto da Joseph Santley. La sceneggiatura si basa su Let Freedom Swing, racconto di David Garth pubblicato su American Magazine nel dicembre 1937.

## Produzione
Il film, prodotto dalla RKO Radio Pictures con il titolo di lavorazione Don't Forget to Remember, venne girato da metà luglio ad inizio agosto 1937.

## Distribuzione
Il copyright del film, richiesto dalla RKO Radio Pictures, Inc., fu registrato il 29 ottobre 1937 con il numero LP7711.
Distribuito dalla RKO Radio Pictures, il film fu presentato a New York il 24 dicembre dopo essere uscito sul mercato il 29 ottobre 1937.